# Rockingham Speedway
Rockingham Speedway (chamado antigamente de North Carolina Speedway e North Carolina Motor Speedway) é um complexo que envolve um circuito oval de 1.017 milha (1.636) km, um circuito misto de 1.6 milha (2.575) km e um circuito oval menor de 0.526 milha (0.847) km, localizado na cidade de Rockingham, Carolina do Norte, Estados Unidos.

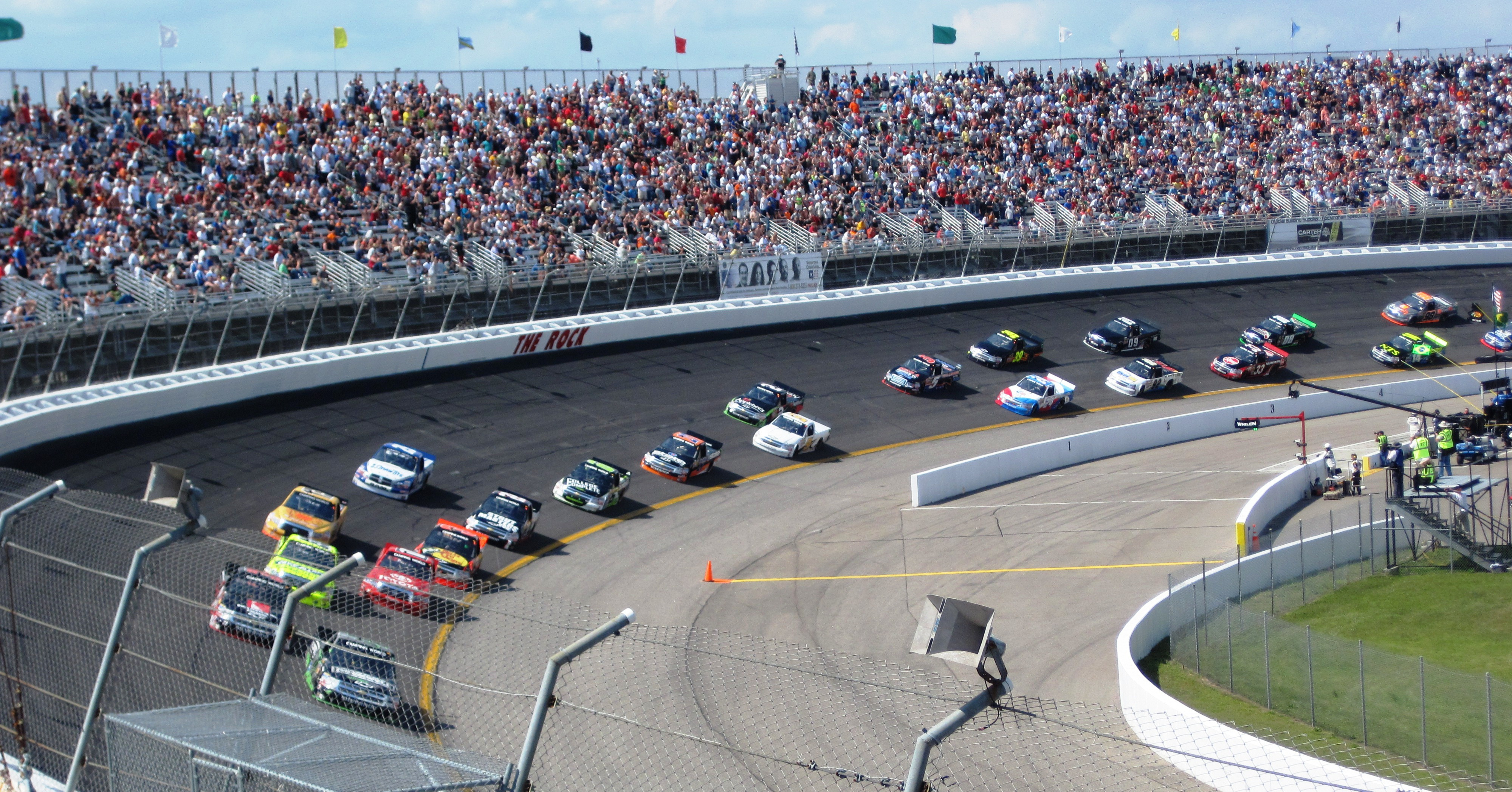
Corrida no Rockingham Speedway em 2012

Recebeu provas da Monster Energy NASCAR Cup Series e da Xfinity Series até o ano de 2004, quando foi retirado do calendário. Em 2012 recebeu uma 2ª chance da NASCAR, dessa vez recebendo provas da Camping World Truck Series e da K&N Pro Series East. Em 2014 foi retirado do calendário novamente, devido ao baixo público e a má gestão, sendo substituído pela prova de Gateway Motorsports Park, exatamente a prova que tinha substituído quando retornou ao calendário em 2012. Atualmente o circuito está à beira da falência, já foi a leilão diversas vezes nesses últimos anos.
Também já serviu de cenários para filmes como Days of Thunder e Ricky Bobby.